# 川上仁一
川上 仁一（かわかみ じんいち、1949年 - ）は、甲賀流忍術の伴家忍之伝を受け継ぐ武術家、忍術研究家。甲賀流伴党21代目宗家。三重大学社会連携研究センター特任教授（社会連携）や、日本忍者協議会顧問も務める。福井県若狭町生まれ、同町在住。

## 略歴
父は兼業農家、母も農業を手伝っており忍者の家系ではなかったが、6歳頃に20代目の石田正蔵（いしだ まさぞう）と出会ったことで、尾張に伝わった系統の甲賀流忍術の一派である伴家忍之伝を学ぶ。伴家忍之伝に含まれる多くの流派（如水流神道軍伝、出雲神流平法、神伝不動流馗法、竹内流骨法、一条不二法骨法術など）を体得している。
川上は1955年頃、生まれ育った福井県若狭町瓜生にて、雲水（修行僧）のような格好をした石田と出会った。石田は眼鏡をかけ、痩せこけた老人だったが、手にした物を素早く精確に投げる姿などに感心し、遊びのつもりで真似をしていたのが始まりだったという。その後、師弟関係となって訓練が始まった。
石田は当時おそらく70代で、自宅のあった京都から頻繁に村を訪れて木賃宿に長期滞在し、薬売りなど行商をしながら生活していた。石田家は京都にあったが、その先祖は滋賀県甲賀の武士の家系だった。幕末に「甲賀勤皇隊」が組織されたとき、尾張藩に士官していた甲賀流忍者の家系である伴家をはじめ、各家に伝わっていた忍術を持ち寄り皆で習得し直して体系化したものがあり、これが代々伝えられていた。石田は戦中、ハルビン特務機関にも所属していたという。
川上は当初自分が何をやっているか分からず石田から訓練を受けており、最初は泥棒の術だと思いこみ、それが忍術であることを知ったのはずいぶん後のことだった。体のできていない幼少期は呼吸法に始まり、静かに動く歩法や体関節の外し方、視覚や聴覚を研ぎ澄ます訓練など忍術の基礎を学び、成長に伴って薬草や火薬の調合といった専門知識も習得した。18歳で石田から宗家の名を継承し「甲賀流伴党21代宗師家」となり、巻物や道具などを授かる。石田からは19歳頃まで忍術を習っていた。
高専に進学すると武術部を創設して友人らと活動し、その後は大手メーカーで技術者として勤務するかたわら鍛錬を続けた。退職後、現在は福井県若狭町にて「神道軍伝研修所」を設け、忍術・武術・兵法などの研究と広報を行なっている。また、三重県伊賀市にある伊賀流忍者博物館の名誉館長も務めている。2012年1月には三重大学社会連携研究センターの社会連携特任教授に就任し、学術的な忍者研究にも携わっている。2015年に日本忍者協議会の顧問に就任。
川上自身は現代において伝統的忍術をやる意味がないと考えており、甲賀流伴党の次代の養成はしていない。
なお、川上が受け継ぎ所蔵していた伴家の古文書などの中に、いわゆる「うつろ舟奇談」に関わる新史料があることが2014年に発見された。

## 書籍

### 単著
- 『忍者の掟』（2016年12月10日、KADOKAWA）ISBN 978-4040821061

### 共著
- 多田容子『【忍者 現代(いま)に活きる口伝】~“忍び"のように生きたくなる本~』（2016年11月30日、BABジャパン）ISBN 978-4814200214
- 吉丸雄哉、山田雄司『忍者の誕生』（2017年3月31日、勉誠出版）ISBN 978-4585221517
- 三重大学国際忍者研究センター、山田雄司『忍者学講義』（2020年2月6日、中央公論新社）ISBN 978-4120052668

### 監修
- 『忍者と忍術―闇に潜んだ異能者の虚と実』（2003年8月1日、学研プラス）ISBN 978-4-05-603208-6
- 『イラスト図解 忍者』（2012年11月30日、東書院本社）ISBN 978-4528019362

### インタビュー
- 北村薫『北村薫のミステリびっくり箱』（2007年11月1日、角川書店）ISBN 978-4048738262
- 山田雄司『そろそろ本当の忍者の話をしよう』（2018年8月25日、ギャンビット）ISBN 978-4907462376

## 関連番組
- 北陸東海「若狭の鉄人 ～甲賀流忍者・川上仁一～」（NHK名古屋、1988年3月放送）[15]
- 猿飛三世（NHK、2012年10月12日-11月30日放送） - テレビドラマ時代劇。忍者考証として協力。
- あのころ東海北陸で 中部アーカイブス 第4回 北陸東海「若狭の鉄人 ～甲賀流忍者・川上仁一～」（NHK名古屋（中部7県）、2014年8月2日放送）[15] - 川上も出演し1988年放送を振り返る内容。
- 所さんの目がテン! 第1300回「忍者の科学」（日本テレビ、2015年11月8日放送）出演[16]
- 探検バクモン「忍者」（NHK総合、2016年5月11日放送）出演[17]
- にっぽん!歴史鑑定 #116「乱世を生きる！伊賀忍者の真実」（BS-TBS、2017年7月3日放送）出演
- 歴史秘話ヒストリアSP「新発見 そうだったのか！忍者の真実」（NHK総合、2017年8月21日放送）出演[18]
- Ultimate Ninja Challenge - 米ディスカバリーチャンネルのサバイバル番組で、川上が監修している（全8回）[19][20][21]。
- 英雄たちの選択「打倒信長！戦国忍者の戦い～真説・天正伊賀の乱～」（NHK BSプレミアム、2019年4月10日放送）出演[22]
- ガリレオX #194「忍者の実像 最新研究が解き明かす真の姿」（BSフジ、2019年4月14日放送）出演[23]